# مطباخ أرز

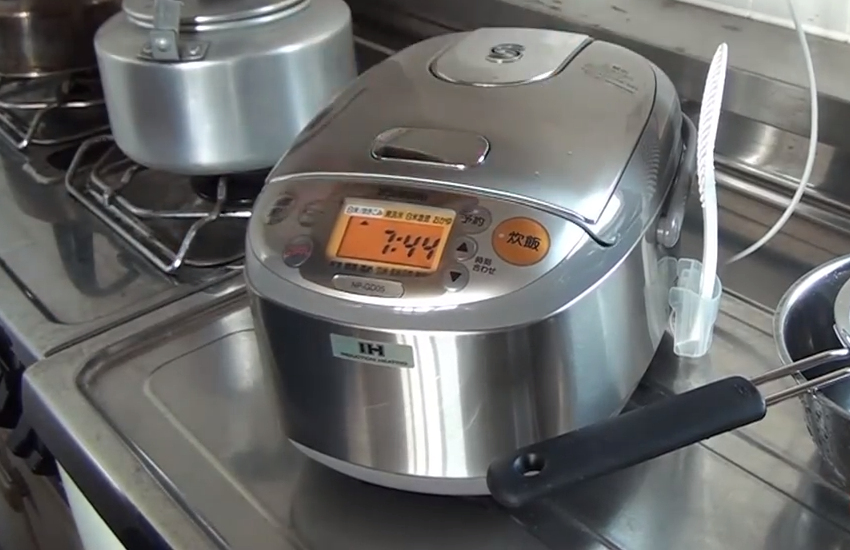
مطباخ الأرز بالحث الكهربائي بجانبه مغرفة

مِطباخ الأرز (جمع: مطابيخ) أو طبَّاخ الأرز هو جهاز مطبخ آلي مصمم لطهي الأرز أو تبخيره. يتكون من مصدر حرارة ووعاء للطبخ ومنظم حرارة. يقيس منظم الحرارة درجة حرارة الوعاء ويتحكم في الحرارة. قد تحتوي مطابيخ الرز المعقدة عالية التقنية على المزيد من أجهزة الاستشعار والمكونات الأخريات وقد تكون متعددة الأغراض.

## استخدامات أُخر
أثبتت مطابيخ الأرز فعاليتها في إزالة التلوث من الكِمَامات.